# Picramnia apetala
Picramnia apetala är en tvåhjärtbladig växtart som beskrevs av Louis René Tulasne. Picramnia apetala ingår i släktet Picramnia och familjen Picramniaceae. Inga underarter finns listade.